# Лебанон (округ, Пенсільванія)
Шаблон:StateAbbr_ 40°22′ пн. ш. 76°28′ зх. д. / 40.37° пн. ш. 76.46° зх. д.
Округ  Лебанон (англ. Lebanon County) — округ (графство) у штаті  Пенсільванія, США. Ідентифікатор округу 42075.

## Історія
Округ утворений 1813 року.

## Демографія
За даними перепису 
2000 року 
загальне населення округу становило 120327 осіб, зокрема міського населення було 83087, а сільського — 37240.
Серед мешканців округу чоловіків було 58610, а жінок — 61717. В окрузі було 46551 домогосподарство, 32761 родин, які мешкали в 49320 будинках.
Середній розмір родини становив 2,98.
Віковий розподіл населення поданий у таблиці:
| Стать    | До 15 років | 15-21 | 22-29 | 30-39 | 40-49 | 50-65 | 65-85 | Понад 85 |
| -------- | ----------- | ----- | ----- | ----- | ----- | ----- | ----- | -------- |
| Чоловіки | 12127       | 5607  | 5471  | 8547  | 9171  | 9660  | 7297  | 730      |
| Жінки    | 11490       | 5344  | 5412  | 8582  | 9199  | 10021 | 9707  | 1962     |

## Суміжні округи
- Скайлкілл — північний схід
- Беркс — схід
- Ланкастер — південь
- Дофін — захід/північний захід

## Виноски
1. ↑  U.S. Decennial Census. United States Census Bureau. Архів оригіналу за 26 квітня 2015. Процитовано 9 березня 2015.
2. ↑  Historical Census Browser. University of Virginia Library. Архів оригіналу за 11 серпня 2012. Процитовано 9 березня 2015.
3. ↑  Forstall, Richard L., ред. (24 березня 1995). Population of Counties by Decennial Census: 1900 to 1990. United States Census Bureau. Архів оригіналу за 20 березня 2015. Процитовано 9 березня 2015.
4. ↑  Census 2000 PHC-T-4. Ranking Tables for Counties: 1990 and 2000 (PDF). United States Census Bureau. 2 квітня 2001. Архів (PDF) оригіналу за 18 грудня 2014. Процитовано 9 березня 2015.
5. ↑  State & County QuickFacts. United States Census Bureau. Архів оригіналу за 6 червня 2011. Процитовано 17 листопада 2013.(англ.) Наведено за англійською вікіпедією.
6. ↑  American FactFinder. Бюро перепису населення США. Архів оригіналу за 26 лютого 2012. Процитовано 31 січня 2008.

| США | Це незавершена стаття з географії США. Ви можете допомогти проєкту, виправивши або дописавши її. |